# 勒德拉宮

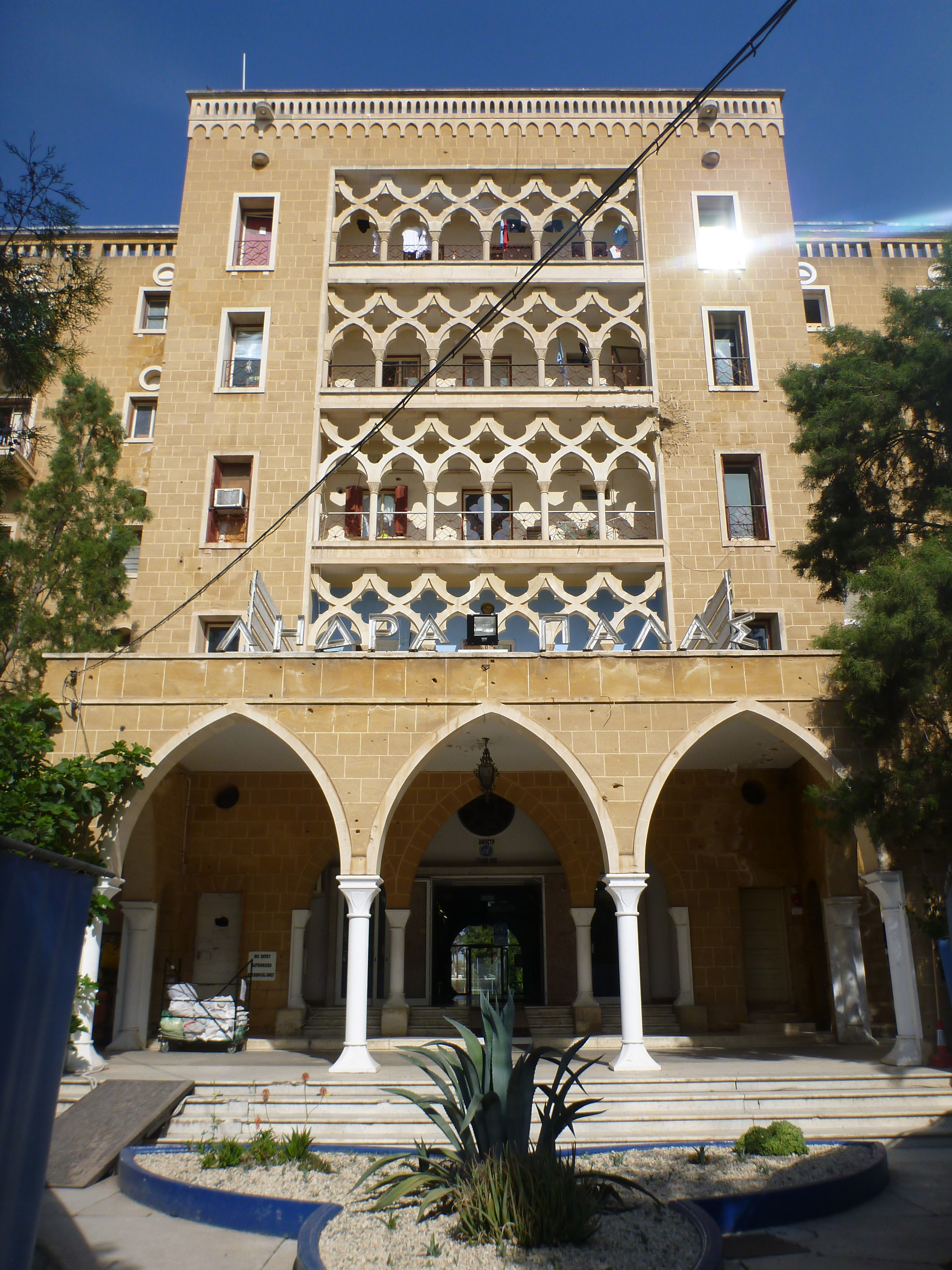
勒德拉宮酒店外貌

勒德拉宮（希臘語：Λήδρα Πάλας）在塞浦路斯北部的尼科西亞。它的位置在联合国所設立用以分隔塞浦路斯共和國及未被承認的北塞浦路斯土耳其共和國的分界線綠線上。現時，勒德拉宮西側的城牆有一個檢查點，用以让人员跨越南北分界线。